# Horizonte cultural

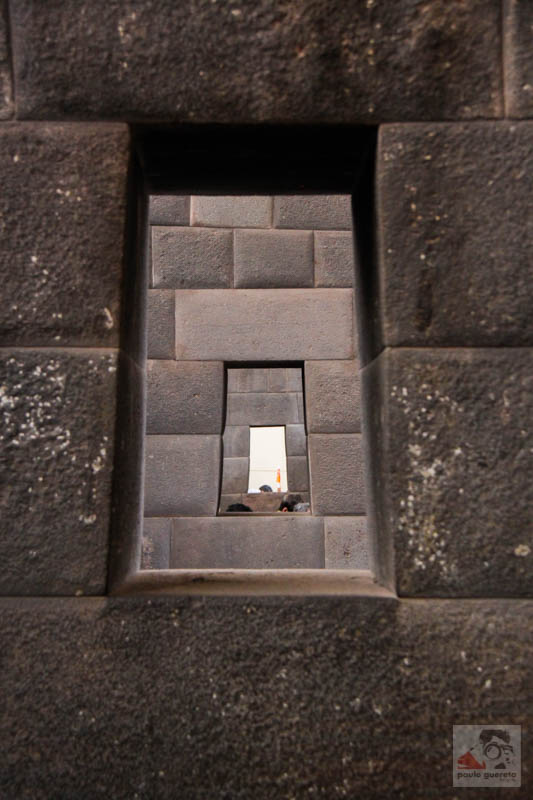
Hornacina trapezoidal inca

Horizonte cultural es un término arqueológico inventado por John Rowe, este explica un periodo en el que se presenta un mismo estilo cultural. Es posible identificar a un horizonte cultural de otro a partir de las características de las manifestaciones culturales de los pueblos que vivieron durante dicho período; como por ejemplo: tipo de herramientas empleados, ceremonias y cultivos.
Al hablar de un horizonte cultural es necesario diferenciarlo de un área cultural, espacio geográfico donde antes hubo pluralidad de civilizaciones. En una misma área cultural se pueden presentar diferentes horizontes culturales.

## Horizonte cultural de los andes centrales
- Horizonte Temprano. Es una etapa del periodo de las Altas Culturas, está comprendido desde el nacimiento de la Cultura Chavín, hasta la decadencia de la misma, es decir, coincide con el desarrollo histórico de aquella cultura. La primera parte de esta etapa corresponde al periodo Formativo Medio o Síntesis con pleno dominio, el Cusco chavín, y la segunda parte corresponde al periodo Formativo Superior o de Transición, donde es evidente al surgimiento de las nuevas modalidades artísticas y políticas de las culturas locales como pollos Paracas y Vicus, a la vez la descomposición del Formativo identificado con la Cultura Chavín para dar paso al siguiente periodo denominado Intermedio Temprano.

- Horizonte Medio. Es una etapa del periodo de las Altas Culturas, está comprendido desde el surgimiento de la cultura huari hasta la decadencia de la misma.

- Horizonte Tardío. Es la última etapa del periodo de las Altas Culturas, está comprendido desde la victoria de los incas, dirigido por el auqui (príncipe inca) Cusi Yupanqui, sobre los Chancas ocurrida en la Batalla de Yahuarpampa hasta la conquista española del Imperio Incaico con la captura del Inca Atahualpa ocurrida en Cajamarca. Coincide con la expansión y el desarrollo del Imperio incaico.

La siguiente tabla muestra un resumen de todos los horizontes
| Periodificación    | Característica                                                                                            | Cultura                |
| ------------------ | --- | ---------------------- |
| Horizonte Tardío   | Formación y desarrollo del Imperio del Tahuantinsuyo                                                      | Inca                   |
| Horizonte Medio    | Periodo de expansión y dominación. Desarrollo tecnológico y urbano. Oficialización de la religión.        | Tiahuanaco - Wari      |
| Horizonte Temprano | Llamado Formativo. Revolución agrícola. Aparición de la cerámica. Desarrollo de la arquitectura y tejido. | Vicus, Paracas, Chavín |